# کاستنرای
کاستنرای (به هلندی: Castenray) یک منطقهٔ مسکونی در هلند است که در فنرای واقع شده‌است. کاستنرای ۹٫۷۸ کیلومتر مربع مساحت و ۸۰۰ نفر جمعیت دارد.